# Ростовцев, Николай Александрович
Никола́й Алекса́ндрович Росто́вцев (1871—1923) — русский общественный деятель и политик, член IV Государственной думы от Орловской губернии.

## Биография
Родился 4 (16) декабря 1871 года. Происходил из купеческой семьи, личный дворянин.
Окончил Елецкую гимназию и юридический факультет Московского университета (1894). По окончании университета два года жил в деревне, затем посвятил себя общественной деятельности.
Избирался гласным Елецкой городской думы (с 1897), Елецкого уездного (с 1897) и Орловского губернского (с 1906) земских собраний, почетным мировым судьей по Елецкому уезду (с 1897). С 1897 года состоял помощником уездного предводителя дворянства по наблюдению за школами. Был членом уездного училищного совета и ревизионной комиссии губернского земства (с 1907). Кроме того, состоял председателем попечительского совета Елецкой женской гимназии (с 1903).
Был землевладельцем Елецкого уезда Орловской губернии (500 десятин) и Тамбовской губернии (400 десятин), домовладелец Ельца. В 1900 году был избран членом, а в 1902 — товарищем председателя Елецкого биржевого комитета. Представлял комитет на съездах биржевой торговли и торгово-промышленных съездах. В 1904—1918 годах состоял директором Елецкого городского купеческого банка. Был председателем Елецкого отдела «Союза 17 октября». Состоял выборщиком в Государственную думу II и III созывов от города Ельца.
В 1912 году был избран в члены Государственной думы от Орловской губернии 1-м съездом городских избирателей. Входил во фракцию октябристов, после её раскола — в группу земцев-октябристов. Был членом бюро Прогрессивного блока от земцев-октябристов. Состоял товарищем председателя финансовой комиссии, председателем комиссий по торговле и промышленности (со 2 декабря 1916), а также членом комиссий: о путях сообщения, продовольственной, сельскохозяйственной.
В годы Первой мировой войны был избран в Особое совещание по обеспечению топливом путей сообщения, государственных и общественных учреждений и предприятий, работающих для целей государственной обороны. Состоял председателем Елецкого комитета РОКК.
Участвовал в Февральской революции. 1 марта 1917 года назначен комиссаром Временного комитета Государственной думы в Министерстве торговли и промышленности. 20 апреля по решению ВКГД был командирован в Орловскую губернию. В дни Июльского кризиса был арестован солдатами в Ельце, но после вмешательства председателя Государственной думы Родзянки — освобожден.
После Октябрьской революции переехал в Киев, входил в Совет промышленности, торговли, финансов и сельского хозяйства. В 1920 году — в Екатеринодаре. Был товарищем председателя, а затем председателем Всероссийского союза торговли и промышленности (Протосоюз).
В 1920 году эвакуировался из Севастополя в Константинополь с армией барона Врангеля. Был председателем ликвидационной комиссии в Константинополе. Входил в Русский совет при бароне Врангеле. В 1922 году эмигрировал в Югославию.
Умер 29 января 1923 года в Белграде. Похоронен на Старом кладбище.

## Семья
Был женат на саратовской помещице Екатерине Ивановне Ростовцевой (1876—1942; урожд. Черникина). Имел шестерых детей: сыновья — Кирилл, Иван и Андрей; дочери — Ксения, Елена и Анна.